# Susanne Gärtner
Susanne Maria Gärtner (* 14. August 1974 in Marne in Dithmarschen) ist eine deutsche Schauspielerin.

## Karriere
Ihren ersten Auftritt hatte Gärtner mit vier Jahren als Tänzerin in einer Ballettperformance. Über das Tanzen und die Theater AG des Gymnasiums Brunsbüttel kam sie schließlich auf die Idee, Schauspielerin zu werden.
Gärtner studierte an der Hochschule für Schauspielkunst „Ernst Busch“ Berlin. Bekannt wurde sie vor allem durch Hauptrollen in den TV-Serien Mein Chef und ich und Ina und Leo. Seit 2003 studiert Gärtner neben der Tätigkeit als Schauspielerin an der Europa-Universität Viadrina im Fach Schutz europäischer Kulturgüter.
Im Sommer 2005 übernahm Gärtner die Titelrolle der Julia Schilling (Gravenberg) in der Telenovela Julia – Wege zum Glück, wo sie von Oktober 2005 bis Januar 2007 zu sehen war. Im Dezember 2008 hatte sie für vier Folgen einen Gastauftritt.

## Persönliches
Gärtner brachte am 27. November 2007 in Berlin einen Sohn zur Welt.

## Film & Fernsehen
- 1997, 2002: Für alle Fälle Familie
- 1999: Feuerteufel – Flammen des Todes
- 2000–2001: Alphateam – Die Lebensretter im OP
- 2001: Dr. Sommerfeld – Neues vom Bülowbogen
- 2002: Der Narr und seine Frau heute Abend in Pancomedia
- 2002: Was ist bloß mit meinen Männern los?
- 2002: Siska
- 2003: Zwei Profis
- 2004: Ina & Leo
- 2004: Mein Chef und ich
- 2007: Inga Lindström – Die Pferde von Katarinaberg
- 2008: Hallo Robbie! (durchgehende Rolle)
- 2005–2007, 2008: Wege zum Glück
- 2008: Notruf Hafenkante
- 2008: Da kommt Kalle
- 2008–2009: Hallo Robbie!
- 2009: Da kommt Kalle
- 2009: Für immer Venedig
- 2009: SOKO Köln – Der Fluch der bösen Tat
- 2010: Rosamunde Pilcher – Liebe am Horizont
- 2010: Inga Lindström – Wilde Pferde auf Hillesund
- 2012: Dora Heldt – Kein Wort zu Papa